# Subplenodomus
Subplenodomus is een geslacht van schimmels uit de familie Leptosphaeriaceae. De typesoort is Subplenodomus violicola.

## Soorten
Volgens Index Fungorum telt het geslacht zeven soorten (peildatum april 2024):
| Soortnaam                   | Auteur(s)                                   | Publicatiejaar |
| --------------------------- | ------------------------------------------- | -------------- |
| Subplenodomus apiicola      | (Kleb.) Gruyter, Aveskamp & Verkley         | 2012           |
| Subplenodomus drobnjacensis | Bubák) Gruyter, Aveskamp & Verkley          | 2012           |
| Subplenodomus galiicola     | Phukhams., Tibpromma, Camporesi & K.D. Hyde | 2017           |
| Subplenodomus meldolanus    | Brahmanage, Camporesi & K.D. Hyde           | 2020           |
| Subplenodomus urticae       | D. Pem, Camporesi, Jeewon & K.D. Hyde       | 2020           |
| Subplenodomus valerianae    | (Henn.) Gruyter, Aveskamp & Verkley         | 2012           |
| Subplenodomus violicola     | (P. Syd.) Gruyter, Aveskamp & Verkley       | 2012           |